# オールスターゲーム (日本プロ野球)
日本プロ野球のオールスターゲームは、プロ野球12球団が主催、日本野球機構が開催運営する、セントラル・リーグとパシフィック・リーグの各選抜チームによる対抗試合。通称は「オールスター」「球宴（きゅうえん）」。

## 概要
毎年7月に行われ、監督推薦やプロ野球ファンによる投票などで選抜された選手が出場する。
源流は、1リーグ時代の1937年から、メジャーリーグベースボールを手本に開催された「職業野球東西対抗戦」である。この時は、本拠地別に東西でチーム分けがされており、また開催時期はシーズン終了後であった。
その後、1950年にセントラル・リーグとパシフィック・リーグに分裂したのを受けて、翌1951年から、両リーグ対抗方式で実施されている。シーズン終了後は日本シリーズが行われることから、開催時期も夏場、シーズン途中に割り込む形での開催となった。

### 大会名
1988年より冠大会となっており、以下のような変遷を遂げている。
- サンヨーオールスターゲーム（1988年 - 2006年） - 三洋電機（電機メーカー、現在はパナソニックの子会社）
- ガリバーオールスターゲーム（2007年） - ガリバーインターナショナル（中古車販売）
- マツダオールスターゲーム（2008年 - 2016年） - マツダ（自動車メーカー、広島東洋カープ球団筆頭株主）
- マイナビオールスターゲーム（2017年 - ） - マイナビ（人材広告企業）

## 開催概要

### 会場および主催球団
12球団持ち回りで開催権が与えられ、基本的にその球団の本拠地（専用球場）で開催となる。地方開催（後述）の場合は日本野球機構（NPB）が直接開催権を持ち、セ・パのどちらをホームとし、どの球団が運営要員を派遣するかはそれまでの開催実績を元に決定される。
かつてはナイター開催が可能な照明設備を有する収容人員3万人以上の野球場での開催が義務付けられていたため、かつて近鉄バファローズが藤井寺球場と日本生命球場を本拠にしていた頃、藤井寺は当時照明設備がなく、日生は収容人員が2万人強と規定を満たしていなかったため、近鉄主管では開催されず、本来近鉄主管となる順番の1959年・1967年・1973年・1979年は南海ホークスの本拠地・大阪球場で振り替えた上、南海に開催権を譲渡して開催した。また東映フライヤーズが1953年から1961年の間、駒澤野球場をフランチャイズとしていた9年間の東映の主管試合とロッテオリオンズが1973年から1977年の間、宮城球場をフランチャイズとしていた5年間のロッテの主管試合は開催されなかった。理由は駒澤野球場と宮城球場のキャパシティが上述の3万人以上収容の規定に満たなかったことや、周辺施設の問題による。なお、2002年の第2戦は広島東洋カープが開催権を持つ順番だったが、ゲームが開催されたのは広島市民球場ではなく松山中央公園野球場（坊っちゃんスタジアム）であり、地方開催のため広島球団ではなくNPBが主催の上、運営要員は広島を中心にセ各球団から派遣された。

### 時期・日程
スタート当初は年度により2試合と3試合とでばらつきがあったが、1960年代以降は3試合で定着してきた。しかし、「MLBオールスターが年1試合なのに対し、日本オールスターの3試合は多いのではないか」という日本プロ野球選手会側からの要望もあり、1989年以降は原則2試合となった。ただし基本的に夏季オリンピック開催年については3試合を維持した上で、第3戦を地方で開催することとなり、1992年の宮城球場を皮切りに地方開催が実施されるようになった。2001年を最後に3試合制は原則として一旦消滅し、2002年 - 2010年は完全2試合制となり、隔年で2試合のうち1試合（原則第2戦）を地方開催することとなった。しかし、2011年には選手年金の財源確保などNPBの収益強化を目的として10年ぶりに3試合制が復活し、2012年・2013年も3試合制で行われた。なお、2011年からの3年間については東日本大震災の復興支援の意味合いもあり、3試合目は被災地である宮城・岩手・福島の各県の球場で実施された。2014年からは再び2試合制となり、2018年からは4年に1度、1試合を地方球場で開催することになった。
試合開催日も初期の1951年 - 1957年は7月初旬か中旬の開催だったが、梅雨の時期と重なり雨天中止・延期が長引いたケース（1953年など）もあったため、1958年 - 2001年は梅雨明け後・夏休み初めの週末となる7月下旬に行われた。第1戦は土曜日、第2戦は日曜日、移動日を挟んで第3戦は火曜日に開催された。1990年代の2試合制は平日開催（第1戦火曜日、第2戦は水曜日）だった。その後夏休みの公式戦開催を強化するため2002年 - 2004年は7月中旬に一旦繰り上げられるも、セ・パ交流戦開始による同一リーグ所属チーム間との対戦、あるいは交流戦の雨天中止・延期分の予備日日程確保の観点から、2005年以後は7月下旬に戻される。第1戦が木曜日や金曜日に始まる年もあり、2011年には3試合連続で開催された。
2020年は新型コロナウイルスの感染拡大の影響を受け、史上初めてオールスターゲームが中止となった。2022年以降は7月中下旬・夏休みの平日開催（火・水曜日あるいは水・木曜日）となっている。

#### 地方開催
前述の通りオールスターゲームは、NPB12球団の本拠地になっていない地方都市でも開催されている。NPBではオールスターゲームの誘致条件について「プロ野球開催に対応する施設を有し、且つプロ野球公式戦等の開催実績を積み、施設運営のノウハウを培うことが前提」と説明している。
なお地方開催の場合、開催権はNPBにある。主管相当球団は本拠地開催の場合と同様に運営要員などを派遣しているが、厳密な意味での主管球団ではない。
| 開催年       | 球場名                                                    | 主管相当球団 |
| ------------ | --------------------------------------------------------- | ------------ |
| 1992         | 県営宮城球場                                              | ロッテ       |
| 1996         | 富山市民球場アルペンスタジアム                            | 中日         |
| 1999         | 岡山県倉敷スポーツ公園野球場 （倉敷マスカットスタジアム） | 広島         |
| 2000         | 長崎ビッグNスタジアム                                     | ダイエー     |
| 2001         | 札幌ドーム                                                | 西武         |
| 2002         | 松山坊っちゃんスタジアム                                  | 広島         |
| 2004         | 長野オリンピックスタジアム                                | 西武         |
| 2006         | サンマリンスタジアム宮崎                                  | ソフトバンク |
| 2010         | 新潟県立野球場 （HARD OFF ECOスタジアム新潟）             | 横浜         |
| 2012         | 松山坊っちゃんスタジアム                                  | ヤクルト     |
| 2012         | 岩手県営野球場                                            | 楽天         |
| 2013         | いわきグリーンスタジアム                                  | 楽天         |
| 2018         | 藤崎台県営野球場 （リブワーク藤崎台球場）                 | ソフトバンク |
| 2022         | 松山坊っちゃんスタジアム                                  | ヤクルト     |
| 2026（予定） | 富山市民球場アルペンスタジアム                            | 地方         |

新潟は2004年4月の段階で2008年のオールスター開催が内定していたものの、同年に新潟県内では平成16年7月新潟・福島豪雨（7・13水害）や新潟県中越地震などの自然災害が相次いだ。県は災害復旧を最優先させるため、2008年竣工予定だった県立野球場の建設事業を凍結し、2005年7月に開催返上を決定。同月末に日本野球機構に開催辞退の申請を提出し、8月1日に行われた実行委員会で正式に承認された。オールスターゲームの地方開催を辞退するのは史上初のケースだった。その後2006年に球場建設の目途が付いたことから再び開催地に立候補し、2010年の開催が内定。2009年6月の実行委員会で正式に開催が決定した（試合詳細は2010年のオールスターゲーム (日本プロ野球)を参照）。
2013年以降、地方球場でのオールスターの開催が途絶えていたが、2018年の第2戦は熊本県のリブワーク藤崎台球場で開催することとなった。2018年以降、地方球場でも4年に1度開催するとしている。

### 選出方法
ファン投票により、外野手のみ上位3名まで、その他のポジションについては1位の選手が選出される。投手は「先発」「中継ぎ」「抑え」にポジションが分かれており、それぞれの1位が選出される。また、2008年より選手間投票が導入され、ファン投票と同様に各ポジション1位と外野手上位3名が選出される。翌日発表の監督推薦（前年リーグ優勝球団監督が担当）を併せて両チーム28名ずつ（計56名）がメンバーとして登録される。
選手枠は原則として28名（合計56名）だが、試合数などを考慮し増加する場合がある。2010年は「プラスワン」により29名（合計58名）、3試合制の2011年から2013年は「プラスワン」を含め32名（合計64名）となった。
監督は前年度にリーグ優勝したチームの監督、コーチは前年度に2位・3位であったチームの監督が務める。前年度終了後に監督が交代した場合、またはシーズン中に監督が休養してコーチ等が代行を務める場合でもそのまま監督（監督代行）が監督・コーチとなる。

#### ファン投票
ファン投票は、公式投票はがき、市販の郵便・私製はがき、インターネット（パソコン、携帯電話）から投票する。インターネット投票では、同一メールアドレスから1日1回までという投票制限がある。
公式投票はがきは公式戦の開催会場や有名書店などで配布される。公式戦会場などでは直接投票できる（切手不要）投票箱が設置されている。かつてはサークルKサンクス（現在のファミリーマート）でも配布されていたが、2016年をもって終了している。コンビニエンスストアの投票箱は2005年に一度設置を取りやめ、2006年から復活した。これは2005年に全面施行された個人情報の保護に関する法律（個人情報保護法）による影響との説があり、2006年以降の公式投票はがきには個人情報の記載が不要となっている。
投票開始日から数えて概ね1週間経過してから締切日までほぼ毎日（土・日曜日は除く）途中経過が発表され、締め切り後1週間程度をメドに最終集計が公表される。
1986年までは18名（1975年の指名打者制度投入後は19名）連記、あるいは1名のみの単記・または18名連記のどちらか等投票方式の変化をたどってきたが、1987年以後は単記・連記自由で、連記の場合は19名（セ・9人、パ・10人）までであれば自由となった（下記参照）。その後ルール改正で投手については「先発」「中継ぎ」「抑え」の3人ずつまで投票できるため、連記の場合は23人（セ・11人、パ・12人）まで投票できる。ただし、各リーグ・各ポジションにつき1名（外野3名まで）は厳守することとなっている。
公式投票はがきからの投票の場合、マークシート方式であらかじめノミネートされた選手の中から選んで塗りつぶす方式が取り入れられている。ノミネート選手外の場合は、チーム、ポジション、背番号の順に塗りつぶして投票する。2016年の原口文仁の場合、T→2→9→4の順に塗りつぶす。
2005年より、ファン投票において得票数トップとなった選手は「最多得票プレーヤー」として表彰される。表彰は出場選手発表後、所属チームのホームゲーム開催球場にて実施され、認定証、盾などが贈呈される。
基本的にファン投票で選出された選手は出場を辞退することができない。辞退した場合は野球協約86条により、当該選手が属する球団の球宴終了後の後半戦開始から10試合選手登録ができなくなる。2006年まで「顕著な傷病等により出場できなかったものとコミッショナーが認めた時は、出場登録できるまでの期間を短縮することができる」とあり、故障による出場辞退の場合は登録停止期間の短縮もしくは免除を受けることができたが、明確な適用基準がなく悪用の恐れがあるとのことから、この年を以って廃止となった。この制度の適用を受けたことがある選手は2003年の川崎憲次郎、2006年の福留孝介・小久保裕紀の3人である。福留は後半戦開幕から活躍したため制度の悪用との批判があった（もっとも福留は他の年はすべて選出された年に出場しており、この年もオールスター前に怪我の影響で14試合を欠場している）。なお2019年より野球協約が改定され、脳震盪により登録抹消された選手は適用除外となる他、オールスターゲーム開催時点で出場選手登録を抹消中の選手については抹消期間中の試合数を10試合から差し引くことになった。

##### 歴代のファン投票の方式
- 1951年、1952年：18名連記。市販のはがき使用による郵送のみ
- 1953年：単記（1名のみ）。はがき郵送のみ
- 1954年、1955年：単記・18名連記のどちらでも可（市販のはがきの郵送の他、新聞刷り込み投票用紙、はがき大の画用紙でも投票と持ち込みも可能）
- 1956年：はがきの場合は単記・18名連記どちらも可。新聞刷り込み投票用紙は18名連記のみ。何れも郵送のみ受付で小包は使用不可
- 1957年 - 1970年：はがき、新聞刷り込み投票用紙とも18名連記のみ。何れも郵送のみで小包使用不可
- 1971年、1972年：両リーグとも同じ守備位置・選手を1つ（1名）ずつ選ぶ準単記方式（即ち投手を投票したいのであればセ・パそれぞれの投手の中から1名ずつ選ぶ）。はがき・専用投票用紙による郵送のみ
- 1973年 - 1975年：両リーグとも投票者が各自守備位置を選び2名ずつ投票する準単記方式。はがき・専用投票用紙による郵送のみ
- 1976年 - 1986年：19名連記（守備位置と背番号の数字と球団の英略を併記）。はがき・専用投票用紙による郵送のみ
- 1987年 - 現在：単記・連記どちらも可。連記の場合は19名（その後投手を3つに分類したため現在は23人）までの範囲であれば自由に投票できるようになった。はがき・専用投票用紙による郵送、球場などでの直接持ち込み、その後インターネット（パソコン、携帯電話）からの投票も可能となる

※参考出典：ベースボール・レコード・ブック1988年版（ベースボール・マガジン社）「オールスターゲーム」の項目を参照

##### 現在のファン投票の問題点
- インターネット投票の導入により、安易に大量投票が可能になったため、故障で試合出場のなかった選手が選ばれたり、そのポジションを経験したことのない選手が票を集めるといった不可解な結果が多くみられるようになっている（例：2003年の川崎祭）。好意的解釈をするか否定的に受け止めるかは人それぞれだが、打撃が得意だったトレイ・ムーア投手に一塁手での投票が入っていたり、一部のファンが中村紀洋の三塁手部門での選出を阻止するため小笠原道大に票を集中させたり、リック・ショートにほとんど守ったことのない遊撃手（ショート）での票が多く入っていたこともある。最近で言えば、宮城大弥投手[11]にオリックスのファンが集団投票したことや、2025年のファン投票で紅林弘太郎選手に1人のファンが2200票以上投票し問題となってしまった。
- ノミネートされた選手への投票に比べて、その他の選手への投票は手間がかかるため、ノミネート外選手が選出されることは少ない。そのため、シーズン途中からレギュラーになった選手、ノミネートされていない選手は選ばれにくい。また、シーズン中にポジションの変更が行われた選手も変更前のポジションでの得票が圧倒的に多い。また、ポジションを変換した選手は票が各ポジションに分散されてしまう（2000年代後半以降では松中信彦への票が一塁手、外野手、指名打者に分散されてしまっている）。
- 先発・中継ぎ投手は1球団あたり5〜6人ずついるが、枠はそれぞれ1つずつしかないため監督推薦でなければ出場は難しい。
- 票が入りやすいという条件さえあれば、故障選手・2軍調整中選手まで選出されてしまうことがある（2007年の松本輝・2025年のオースティン選手など）。
- 稀に球団自らが、あるいは球団所在地の地元マスメディアなどが主導する形でチームへの関心の喚起を目的としてファンに投票を呼びかけた場合、結果的に当該球団所属選手への大量得票に繋がってしまうケースがあり、特にその球団のシーズン成績が不振である場合には非難の対象となりやすい（1978年の日本ハム、1995年の横浜、2007年の楽天など。特に前者の場合は一部選出選手が出場辞退に追い込まれている）[12]。

これらの問題の改善策として、ノミネート制度の廃止やポジション別での選出の見直しなどが議論されている。王貞治（ソフトバンク球団会長）は私案として、観戦券1枚に投票用紙1枚を添付する方式を示している。

#### 守備位置の記号
- 先発投手：1-1
- 中継ぎ投手：1-2
- 抑え投手：1-3
- 捕手：2
- 一塁手：3
- 二塁手：4
- 三塁手：5
- 遊撃手：6
- 左翼手：7
- 中堅手：8
- 右翼手：9
- 指名打者：DH

#### 投票で使う球団略号

##### セ・リーグ
- 読売ジャイアンツ（G）
- 大阪タイガース→阪神タイガース（T）
- 名古屋ドラゴンズ→中日ドラゴンズ（D）
- （第1次）国鉄スワローズ→サンケイスワローズ→（第2次）ヤクルトスワローズ→東京ヤクルトスワローズ（S）
- 横浜DeNAベイスターズ（DB）
- 広島カープ→広島東洋カープ（C）

##### パ・リーグ
- （第1次）阪急ブレーブス→オリックス・ブレーブス→（第2次）オリックス・バファローズ（B） ※バファローズは2019年から
- 南海ホークス→福岡ダイエーホークス→福岡ソフトバンクホークス（H）
- 西鉄ライオンズ→太平洋クラブライオンズ→クラウンライターライオンズ→西武ライオンズ→埼玉西武ライオンズ（L）
- 東急フライヤーズ→東映フライヤーズ→日拓ホームフライヤーズ→日本ハムファイターズ→北海道日本ハムファイターズ（F）
- 千葉ロッテマリーンズ（M）
- 東北楽天ゴールデンイーグルス（E）

##### 過去に使われた略号
- セ・リーグ
  - （第1次）大洋ホエールズ→（第2次）大洋ホエールズ→横浜大洋ホエールズ（W）
  - 大洋松竹ロビンス（R）
  - 横浜ベイスターズ（YB）
  - サンケイアトムズ→アトムズ→ヤクルトアトムズ（A）
  - 松竹ロビンス（R）
- パ・リーグ
  - オリックス・ブルーウェーブ（BW）
  - オリックス・バファローズ（Bs） ※2018年まで
  - 毎日オリオンズ→毎日大映オリオンズ→東京オリオンズ→ロッテオリオンズ（O）
  - 高橋ユニオンズ→トンボユニオンズ→高橋ユニオンズ（U）
  - 大映スターズ（S）
  - 大映ユニオンズ（U）
  - 近鉄パールス（P）
  - 近鉄バファロー→近鉄バファローズ→大阪近鉄バファローズ（Bu）

#### 選手間投票
2008年から、現役選手がファン投票とは別に投票を行って出場選手を選出する制度を導入した。概要は以下の通り。
- 投票は12球団の支配下登録選手全員によって行う。
- 投票対象選手は各球団が選出したファン投票リストの30名。
- セ・リーグは9ポジション9名、パ・リーグはDHを含む10ポジション10名へ投票。外野手はポジションを分けず3名。
  - 2010年までは自球団の選手への投票はできなかったが、2011年度より可能となった。
- セ・パそれぞれのポジションの得票数1位をオールスター出場選手とする。
  - ファン投票と選手間投票の1位が同一選手であった場合、2位選手の繰上げは行わず、その枠は監督推薦選手に組み入れる。

#### プラスワン
2010年に60回大会特別企画として導入された、ファン投票・選手間投票・監督推薦の選手以外から「最後の1名」を決めるファン投票。2014年から2017年までは実施されなかったが、その後2018年に再開。2021年も実施されなかったが、2022年から再開されている。
投票の名称
- マツダ・プレマシー プラスワン ドリーム（2010年）
- SKYACTIV TECHNOLOGY プラスワン チャレンジ（2011年）
- SKYACTIV TECHNOLOGY プラスワン ドリーム（2012年）
- プラスワン投票（2013年、2018年以降）

| 年     | セ・リーグ         | セ・リーグ             | パ・リーグ | パ・リーグ                 |
| 年     | 選手名             | 所属                   | 選手名     | 所属                       |
| ------ | ------------------ | ---------------------- | ---------- | -------------------------- |
| 2010年 | クレイグ・ブラゼル | 阪神タイガース         | 田中賢介   | 北海道日本ハムファイターズ |
| 2011年 | 澤村拓一           | 読売ジャイアンツ       | 斎藤佑樹   | 北海道日本ハムファイターズ |
| 2012年 | 堂林翔太           | 広島東洋カープ         | 角中勝也   | 千葉ロッテマリーンズ       |
| 2013年 | 堂林翔太           | 広島東洋カープ         | 内川聖一   | 福岡ソフトバンクホークス   |
| 2018年 | 坂口智隆           | 東京ヤクルトスワローズ | 大田泰示   | 北海道日本ハムファイターズ |
| 2019年 | 原口文仁           | 阪神タイガース         | 大田泰示   | 北海道日本ハムファイターズ |
| 2022年 | 小林誠司           | 読売ジャイアンツ       | 清宮幸太郎 | 北海道日本ハムファイターズ |
| 2023年 | トレバー・バウアー | 横浜DeNAベイスターズ   | 山本由伸   | オリックス・バファローズ   |
| 2024年 | 度会隆輝           | 横浜DeNAベイスターズ   | 水谷瞬     | 北海道日本ハムファイターズ |
| 2025年 | 中野拓夢           | 阪神タイガース         | 山本大斗   | 千葉ロッテマリーンズ       |

概要は以下の通り。
- ファン投票、選手間投票、監督推薦による出場選手決定後に、選出されていない出場条件を満たすすべての選手の中から選ぶ。MLBオールスターゲームにおける「33人目の選手」とは異なり、候補者の選考は行われない。
- 投票の受付はインターネット（NPB公式サイト）で行う。2019年はTwitter、2023年と2024年はSmartNewsアプリによる投票も可能であった。
- セ・パそれぞれの得票数1位をオールスター出場選手とする。

### 出場対象選手
- 原則として5月末までに支配下登録されている選手を対象とする。
- 2004年から、1軍の試合実績のない選手への投票を抑制すること、また組織票防止の観点から、打者は10試合以上、若しくは20打席以上出場、投手は5試合以上、若しくは10回以上の登板（出場）実績のない選手は選考の対象から外されることとなった（川崎祭を参照）。
- 外国人選手はファン投票に関しては推薦の上限を設けない（試合出場に際しては同時出場の場合上限あり）。
- 投票期間中の選手移籍に関しては、同一リーグ内の場合は前所属球団の分と併せて得票数に計算。異なるリーグへの移籍となる場合は、前所属球団の分はそのまま「移籍前」扱いとして残して、移籍先球団の所属するリーグでは改めて0の段階から得票を数えていく。

### 試合方式
- 予告先発があり、第1戦は試合前日に発表される。第2戦、第3戦は各直前試合の終了後に発表される。
- すべての試合で指名打者制。
- 9イニングで終了、延長戦は無し。引き分け再試合も無し。
- 雨天により続行不可能となった場合は公式戦同様コールドゲームは5回裏終了時点で成立とみなす。
- 投手は3イニングを超えて登板することはできない。ただし1死または2死後に登板した場合は、以後の完全な3イニングを投球することができる（したがって、記録上は最大3回2/3まで登板が可能である）。
- 外国人選手枠は1チーム最大5名（2010年までは4名）。同時に出場できる外国人選手は投手1名、野手4名（2010年までは3名）まで。
- 試合の審判は、NPB審判部から選ばれた審判員による。日本シリーズと同じく6人制。公式戦・交流戦とは違い、外審と呼ばれる審判（以前の線審、主に両翼ポール際への打球のファウルか本塁打を判定する）が両翼のファウルライン上に立つ。
- 明確に規定されているわけではないが、開催球場を本拠地とするチームの投手が先発を務めることが慣例になっている（山本昌が自身の公式ページで言及していた）。例としては2003年第1戦（大阪ドーム）の先発投手は、全セが阪神（当時）の井川慶、全パが近鉄（当時）の岩隈久志だった（この年の主管球団は大阪ドームを本拠地にする近鉄だったが、2002年のオールスター開催条項改正で2試合開催の場合のホームゲームはセ・パ各1試合とする取り決めとなったため、セ・リーグのホームゲームとなった）。
  - 地方球場での試合では、その球場の主管球団に相当する順番の球団（地方開催時はNPB主管のため）の投手が先発を務めることが多い。例としては、2006年第2戦（サンマリンスタジアム宮崎）の先発が、全セは宮崎をキャンプ地とする巨人の内海哲也で、全パは地元九州（宮崎市はキャンプ地でもある）福岡ソフトバンクの斉藤和巳だった。

#### 大会CM
1999年と2000年には、両軍監督出演の大会オリジナルCMが制作され、6月ごろから各球場の大型映像装置（オーロラビジョンなど）で上映された。

#### 大会マスコットキャラクター
1990年代、三洋電機スポンサー時代のこと、星をモチーフにしたオールスターゲームオリジナルの大会マスコットキャラクター「うっ太」と「なげ太」が存在した。ヘルメットにセ・リーグのロゴが書かれたものと、パ・リーグのロゴが書かれたものの2体が存在。2019年現在、動物のアルパカをモチーフとした「セカパカ」が存在。

#### 大会シンボルマーク
- 三洋電機時代：セ・リーグとパ・リーグのロゴが、書かれたヘルメット。

#### プラクティスユニフォーム
2007年までは練習中も各球団のユニフォームを着用していたが、2008年からはセ・パそれぞれのイメージカラーである連盟旗の色（セ=緑、パ=青）を基調とした、専用のプラクティスユニフォーム（ミズノ株式会社提供）を着用。ちなみにこのユニフォームは、出場者の直筆サインを入れてインターネットオークションに出品。チャリティーによる売上金は、日本赤十字社を通して同年発生したミャンマーのサイクロンや中国の四川大地震での被災者への救援に充てられた。
2009年は、開催球場を本拠地とする球団のチームカラー（セ=カープの赤、パ=ファイターズの青）に、2010年はそれぞれの開催地をイメージした色（セ=新潟の日本海に浮かぶ夕日のオレンジと日本海のブルー、パ=福岡の玄界灘の深い海をイメージした黒と紺）にそれぞれ変更されている。
2011年は、セ・パともにマーク・ロゴ以外は全て同じデザインとした。これは同年3月11日発生の東日本大震災からの復興を12球団一丸となって取り組んでいるというメッセージを込めたもので、日の丸をイメージした「白地に赤」となっている。2012年・2013年も同じデザイン（ロゴは変更）のものを使用。ちなみに、実際に試合で着用されたユニフォームは出場者の直筆サインを入れて、インターネットによるチャリティーオークションに出品される。オークションの売上は、全額日本赤十字社を通じて震災の復興のために使用される。
2014年は、3年ぶりにデザインが変更となりセ・リーグは銀、パ・リーグは金を基調としたユニフォームとなった。ロゴの周りには今までと同様に開催地を模した星が、帽子にはリーグのロゴマークがそれぞれ描かれている。また、翌2015年も同じデザインを使用。
2016年は、サプライヤーがマジェスティック ジャパンに変更されユニフォームも一新、2009年と同様に開催球場を本拠地とする球団のチームカラー（セ=ベイスターズの青、パ=ホークスの黄色）をモチーフにしたものとなった。2017年は開催球場を本拠地とする球団のビジターユニフォーム（セ=ドラゴンズ、パ=マリーンズ）をベースとしたデザイン、2018年は表面は連盟旗、裏面はそれぞれの開催地をイメージした色（セ=青、パ=海老茶色）をベースとしたデザイン、2019年はセ・リーグは濃紺・緑・セルリアンブルー（開催地甲子園のある兵庫県旗の色）、パ・リーグは灰色・青・江戸紫（東京ドームのある東京都旗の色）のそれぞれ3色をベースに、両脇に所属球団をイメージとした星が3つずつ描かれたデザインとなった。
このユニフォームについては、提供者であるミズノ→マジェスティック ジャパンが一般向けとして作製しているレプリカ版を、通販などで販売もしている。なお、販売は期間限定で、ファン投票期間中から開始される。

#### 過去の試合方式

##### 延長戦の規定
- 1953年：12回まで
- 1954年 - 1955年：日没まで。
- 1956年 - 1958年：22時15分以降新しいイニングに入らない。
- 1959年 - 1964年：22時30分以降新しいイニングに入らない。
- 1965年 - 1967年：22時15分以降新しいイニングに入らない。
- 1968年 - 1973年：22時20分以降新しいイニングに入らない。
- 1974年：21時30分以降新しいイニングに入らない。
- 1975年 - 1987年：試合開始3時間を越えて新しいイニングに入らない。
- 1988年 - 1991年：試合開始4時間を越えて新しいイニングに入らない。12回打ち切り。
- 1992年以降：延長なし。9回打ち切り。

##### 指名打者
- 1982年以前：採用せず。
- 1983年：採用するもパ・リーグのみ使用。
- 1984年 - 1989年：採用せず。
- 1990年 - 1992年：パ・リーグ本拠地球場のみ採用。
- 1993年以降：全試合採用。

### 各種表彰
- 最優秀選手賞（各試合につき1名ずつ）：賞金300万円
- 優秀選手賞→敢闘選手賞（各試合につき3名ずつ）：賞金100万円
- ホームラン賞（各試合で本塁打（ホームラン）を打った選手に随時）：賞金
- マイナビドリーム賞（各試合で子どもたちに夢を与えた選手）：賞金100万円

#### 過去の各賞
- SANYO賞→ガリバー賞（各試合で最もファンの共鳴を与えたファインプレーをした選手。SANYO賞のときは随時表彰（賞金10万円）だったが、ガリバー賞は2試合を通して1名にガリバー提供の中古車（車種は選手が決めることができる）が贈られる。2007年度の審査員長は萩本欽一・茨城ゴールデンゴールズ監督が務める）
- 最多得票プレーヤー（ファン投票において得票数トップとなった選手）：認定証、盾など
- サンヨーオールスター新人賞→ガリバーオールスター新人賞（全試合を通して、この年オールスターに初出場を果たし、活躍した選手を各リーグから1名ずつ）：賞金30万円
- マツダ賞
  - 正式名称はマツダ・ビアンテ賞（2008年）→マツダ・アクセラ賞（2009年）→マツダ・プレマシー賞（2010年）→SKYACTIV TECHNOLOGY賞（2011 - 2013年）→Be a driver.賞（2014年 - 2016年）
  - 全試合を通じて、プレーやパフォーマンスなどでファンに夢と感動を与え、最も強い印象を残した選手1名に贈られる。
  - 副賞：マツダ・ビアンテ（2008年）→マツダ・アクセラ（2009年）→マツダ・プレマシー（2010年）→マツダの「SKYACTIV TECHNOLOGY」搭載車もしくは同社が提供する数種類の車の中から1台（2011年-2016年）[注釈 15][注釈 16]
- 日産・ノートe-POWER賞：日産自動車の電気自動車「日産ノートe-POWER」を贈呈（2017年）
  - 「協賛社特別賞」として、マイナビ賞とセットで贈呈。

なお、三洋電機が協賛していた時には各賞受賞者に副賞として三洋家電製品が贈呈された。また、各試合の勝利リーグや試合前のアトラクション出場選手への参加賞、オールスター選出選手全員にも出場記念品として三洋製品が贈られた。

### ホームランダービー
試合前のアトラクションとして「ホームランダービー」が行われている。
ルール（2018年以降）
- 出場選手中、本塁打を開催年の7月1日までに7本以上、または前年の公式戦で15本以上打っている選手を対象としてファン投票によりセ・パ4人ずつ選出。
- 第1戦で4人による準々決勝・準決勝を、第2戦で残り4人による準々決勝・準決勝と、各準決勝の勝者による決勝を行う。
- 1回につき2分間（球数は無制限だが、打球が着地するまで次の投球を行えない）[注釈 17]でホームラン数の多い方が勝利。同数の場合は1分間の延長戦を行い、なお同数の場合はファン投票の投票数が多い方が勝利となる。
- 優勝賞金は100万円。副賞として、日産・フェアレディZもしくは日産・アリアのどちらか1台が贈呈される。

ルール（2017年以前）
- 各試合、ファン投票により選出されたセ・パ2人ずつ出場。
- ホームランにならなかった打球や空振りをアウトとみなし、アウト7回で終了。
- 優勝賞金は50万円。

## 結果
| 回                                                             | 年     | 月日    | スコア                                 | スコア                                 | スコア                                 | スコア                                 | スコア                                 | 開催球場                           | MVP                      |
| -------------------------------------------------------------- | ------ | ------- | -------------------------------------- | -------------------------------------- | -------------------------------------- | -------------------------------------- | -------------------------------------- | ---------------------------------- | ------------------------ |
| 1                                                              | 1951年 | 7月4日  | セ                                     | 2                                      | –                                      | 1                                      | パ                                     | 阪神甲子園球場                     | 川上哲治                 |
| 1                                                              | 1951年 | 7月7日  | セ                                     | 4                                      | –                                      | 2                                      | パ                                     | 後楽園球場                         | 野口明                   |
| 1                                                              | 1951年 | 7月8日  | セ                                     | 3                                      | –                                      | 4                                      | パ                                     | 後楽園球場                         | 林義一                   |
| 2                                                              | 1952年 | 7月3日  | セ                                     | 2                                      | –                                      | 2                                      | パ                                     | 阪急西宮球場                       | （該当者なし）           |
| 2                                                              | 1952年 | 7月5日  | セ                                     | 1                                      | –                                      | 8                                      | パ                                     | 後楽園球場                         | 飯島滋弥                 |
| 3                                                              | 1953年 | 7月1日  | セ                                     | 0                                      | –                                      | 2                                      | パ                                     | 後楽園球場                         | 飯田徳治                 |
| 3                                                              | 1953年 | 7月6日  | セ                                     | 2                                      | –                                      | 0                                      | パ                                     | 阪神甲子園球場                     | 平井三郎                 |
| 3                                                              | 1953年 | 7月8日  | セ                                     | 0                                      | –                                      | 3                                      | パ                                     | 中日スタヂアム                     | 堀井数男                 |
| 4                                                              | 1954年 | 7月3日  | セ                                     | 2                                      | –                                      | 5                                      | パ                                     | 阪急西宮球場                       | 中西太                   |
| 4                                                              | 1954年 | 7月4日  | セ                                     | 1                                      | –                                      | 2                                      | パ                                     | 後楽園球場                         | 山内一弘                 |
| 5                                                              | 1955年 | 7月2日  | セ                                     | 0                                      | –                                      | 2                                      | パ                                     | 大阪球場                           | 山内一弘                 |
| 5                                                              | 1955年 | 7月3日  | セ                                     | 9                                      | –                                      | 4                                      | パ                                     | 阪神甲子園球場                     | 西沢道夫                 |
| 6                                                              | 1956年 | 7月3日  | セ                                     | 0                                      | –                                      | 8                                      | パ                                     | 後楽園球場                         | 森下正夫                 |
| 6                                                              | 1956年 | 7月4日  | セ                                     | 2                                      | –                                      | 0                                      | パ                                     | 後楽園球場                         | 吉田義男                 |
| 7                                                              | 1957年 | 7月11日 | セ                                     | 2                                      | –                                      | 5                                      | パ                                     | 中日スタヂアム                     | 大下弘                   |
| 7                                                              | 1957年 | 7月13日 | セ                                     | 5                                      | –                                      | 4                                      | パ                                     | 中日スタヂアム                     | 宮本敏雄                 |
| 8                                                              | 1958年 | 7月27日 | セ                                     | 5                                      | –                                      | 2                                      | パ                                     | 平和台球場                         | 宮本敏雄                 |
| 8                                                              | 1958年 | 7月29日 | セ                                     | 3                                      | –                                      | 8                                      | パ                                     | 広島市民球場                       | 中西太                   |
| 9                                                              | 1959年 | 7月28日 | セ                                     | 0                                      | –                                      | 9                                      | パ                                     | 阪急西宮球場                       | 山内一弘                 |
| 9                                                              | 1959年 | 7月29日 | セ                                     | 6                                      | –                                      | 4                                      | パ                                     | 大阪球場                           | 中利夫                   |
| 10                                                             | 1960年 | 7月25日 | セ                                     | 1                                      | –                                      | 3                                      | パ                                     | 川崎球場                           | 森下整鎮                 |
| 10                                                             | 1960年 | 7月26日 | セ                                     | 5                                      | –                                      | 4                                      | パ                                     | 後楽園球場                         | 金田正一                 |
| 10                                                             | 1960年 | 7月27日 | セ                                     | 5                                      | –                                      | 6                                      | パ                                     | 後楽園球場                         | 張本勲                   |
| 11                                                             | 1961年 | 7月18日 | セ                                     | 0                                      | –                                      | 3                                      | パ                                     | 中日スタヂアム                     | 広瀬叔功                 |
| 11                                                             | 1961年 | 7月19日 | セ                                     | 2                                      | –                                      | 4                                      | パ                                     | 阪神甲子園球場                     | 田宮謙次郎               |
| 12                                                             | 1962年 | 7月24日 | セ                                     | 0                                      | –                                      | 7                                      | パ                                     | 平和台球場                         | ジャック・ブルーム       |
| 12                                                             | 1962年 | 7月26日 | セ                                     | 4                                      | –                                      | 5                                      | パ                                     | 広島市民球場                       | 張本勲                   |
| 13                                                             | 1963年 | 7月22日 | セ                                     | 6                                      | –                                      | 4                                      | パ                                     | 後楽園球場                         | 近藤和彦                 |
| 13                                                             | 1963年 | 7月23日 | セ                                     | 11                                     | –                                      | 9                                      | パ                                     | 東京スタジアム                     | 王貞治                   |
| 13                                                             | 1963年 | 7月24日 | セ                                     | 8                                      | –                                      | 5                                      | パ                                     | 明治神宮野球場                     | 古葉毅                   |
| 14                                                             | 1964年 | 7月20日 | セ                                     | 1                                      | –                                      | 0                                      | パ                                     | 川崎球場                           | 金田正一                 |
| 14                                                             | 1964年 | 7月21日 | セ                                     | 5                                      | –                                      | 1                                      | パ                                     | 中日スタヂアム                     | ジェームス・マーシャル   |
| 14                                                             | 1964年 | 7月22日 | セ                                     | 2                                      | –                                      | 10                                     | パ                                     | 大阪球場                           | ジョー・スタンカ         |
| 15                                                             | 1965年 | 7月19日 | セ                                     | 2                                      | –                                      | 5                                      | パ                                     | 後楽園球場                         | ダリル・スペンサー       |
| 15                                                             | 1965年 | 7月20日 | セ                                     | 3                                      | –                                      | 6                                      | パ                                     | 阪急西宮球場                       | 高倉照幸                 |
| 15                                                             | 1965年 | 7月21日 | セ                                     | 1                                      | –                                      | 1                                      | パ                                     | 平和台球場                         | 江藤愼一                 |
| 16                                                             | 1966年 | 7月19日 | セ                                     | 2                                      | –                                      | 6                                      | パ                                     | 東京スタジアム                     | 広瀬叔功                 |
| 16                                                             | 1966年 | 7月20日 | セ                                     | 3                                      | –                                      | 6                                      | パ                                     | 阪神甲子園球場                     | 榎本喜八                 |
| 16                                                             | 1966年 | 7月21日 | セ                                     | 5                                      | –                                      | 1                                      | パ                                     | 広島市民球場                       | 古葉竹識                 |
| 17                                                             | 1967年 | 7月25日 | セ                                     | 4                                      | –                                      | 9                                      | パ                                     | 明治神宮野球場                     | 土井正博                 |
| 17                                                             | 1967年 | 7月26日 | セ                                     | 3                                      | –                                      | 7                                      | パ                                     | 中日スタヂアム                     | 長池徳士                 |
| 17                                                             | 1967年 | 7月27日 | セ                                     | 6                                      | –                                      | 9                                      | パ                                     | 大阪球場                           | 大杉勝男                 |
| 18                                                             | 1968年 | 7月23日 | セ                                     | 2                                      | –                                      | 1                                      | パ                                     | 川崎球場                           | 江藤愼一                 |
| 18                                                             | 1968年 | 7月24日 | セ                                     | 8                                      | –                                      | 3                                      | パ                                     | 後楽園球場                         | 柴田勲                   |
| 18                                                             | 1968年 | 7月25日 | セ                                     | 4                                      | –                                      | 5                                      | パ                                     | 阪急西宮球場                       | 小池兼司                 |
| 19                                                             | 1969年 | 7月19日 | セ                                     | 6                                      | –                                      | 7                                      | パ                                     | 東京スタジアム                     | 土井正博                 |
| 19                                                             | 1969年 | 7月20日 | セ                                     | 3                                      | –                                      | 6                                      | パ                                     | 阪神甲子園球場                     | 船田和英                 |
| 19                                                             | 1969年 | 7月22日 | セ                                     | 4                                      | –                                      | 4                                      | パ                                     | 平和台球場                         | （該当者なし）           |
| 20                                                             | 1970年 | 7月18日 | セ                                     | 9                                      | –                                      | 13                                     | パ                                     | 明治神宮野球場                     | 長池徳士                 |
| 20                                                             | 1970年 | 7月19日 | セ                                     | 4                                      | –                                      | 1                                      | パ                                     | 大阪球場                           | 江夏豊                   |
| 20                                                             | 1970年 | 7月21日 | セ                                     | 8                                      | –                                      | 6                                      | パ                                     | 広島市民球場                       | 遠井吾郎                 |
| 21                                                             | 1971年 | 7月17日 | セ                                     | 5                                      | –                                      | 0                                      | パ                                     | 阪急西宮球場                       | 江夏豊                   |
| 21                                                             | 1971年 | 7月19日 | セ                                     | 0                                      | –                                      | 4                                      | パ                                     | 中日スタヂアム                     | 長池徳士                 |
| 21                                                             | 1971年 | 7月20日 | セ                                     | 2                                      | –                                      | 3                                      | パ                                     | 後楽園球場                         | 加藤秀司                 |
| 22                                                             | 1972年 | 7月22日 | セ                                     | 2                                      | –                                      | 5                                      | パ                                     | 東京スタジアム                     | 野村克也                 |
| 22                                                             | 1972年 | 7月23日 | セ                                     | 0                                      | –                                      | 4                                      | パ                                     | 川崎球場                           | 阪本敏三                 |
| 22                                                             | 1972年 | 7月25日 | セ                                     | 1                                      | –                                      | 0                                      | パ                                     | 阪神甲子園球場                     | 池田祥浩                 |
| 23                                                             | 1973年 | 7月21日 | セ                                     | 9                                      | –                                      | 3                                      | パ                                     | 明治神宮野球場                     | 若松勉                   |
| 23                                                             | 1973年 | 7月22日 | セ                                     | 0                                      | –                                      | 1                                      | パ                                     | 大阪球場                           | 福本豊                   |
| 23                                                             | 1973年 | 7月24日 | セ                                     | 1                                      | –                                      | 2                                      | パ                                     | 平和台球場                         | 山崎裕之                 |
| 24                                                             | 1974年 | 7月21日 | セ                                     | 2                                      | –                                      | 3                                      | パ                                     | 後楽園球場                         | 高井保弘                 |
| 24                                                             | 1974年 | 7月22日 | セ                                     | 3                                      | –                                      | 6                                      | パ                                     | 阪急西宮球場                       | 福本豊                   |
| 24                                                             | 1974年 | 7月23日 | セ                                     | 0                                      | –                                      | 1                                      | パ                                     | 広島市民球場                       | 張本勲                   |
| 25                                                             | 1975年 | 7月19日 | セ                                     | 8                                      | –                                      | 0                                      | パ                                     | 阪神甲子園球場                     | 山本浩二                 |
| 25                                                             | 1975年 | 7月20日 | セ                                     | 4                                      | –                                      | 3                                      | パ                                     | 中日スタヂアム                     | 松原誠                   |
| 25                                                             | 1975年 | 7月22日 | セ                                     | 0                                      | –                                      | 3                                      | パ                                     | 明治神宮野球場                     | 土井正博                 |
| 26                                                             | 1976年 | 7月17日 | セ                                     | 1                                      | –                                      | 3                                      | パ                                     | 川崎球場                           | 有藤道世                 |
| 26                                                             | 1976年 | 7月18日 | セ                                     | 1                                      | –                                      | 11                                     | パ                                     | 後楽園球場                         | 門田博光                 |
| 26                                                             | 1976年 | 7月20日 | セ                                     | 5                                      | –                                      | 1                                      | パ                                     | 大阪球場                           | 吉田孝司                 |
| 27                                                             | 1977年 | 7月23日 | セ                                     | 2                                      | –                                      | 1                                      | パ                                     | 平和台球場                         | 若松勉                   |
| 27                                                             | 1977年 | 7月24日 | セ                                     | 0                                      | –                                      | 4                                      | パ                                     | 阪急西宮球場                       | 野村克也                 |
| 27                                                             | 1977年 | 7月26日 | セ                                     | 4                                      | –                                      | 3                                      | パ                                     | 明治神宮野球場                     | 王貞治                   |
| 28                                                             | 1978年 | 7月22日 | セ                                     | 7                                      | –                                      | 5                                      | パ                                     | 広島市民球場                       | エイドリアン・ギャレット |
| 28                                                             | 1978年 | 7月23日 | セ                                     | 0                                      | –                                      | 9                                      | パ                                     | 阪神甲子園球場                     | 簑田浩二                 |
| 28                                                             | 1978年 | 7月25日 | セ                                     | 8                                      | –                                      | 5                                      | パ                                     | 後楽園球場                         | 掛布雅之                 |
| 29                                                             | 1979年 | 7月21日 | セ                                     | 11                                     | –                                      | 2                                      | パ                                     | 大阪球場                           | 王貞治                   |
| 29                                                             | 1979年 | 7月22日 | セ                                     | 1                                      | –                                      | 3                                      | パ                                     | ナゴヤ球場                         | ボビー・マルカーノ       |
| 29                                                             | 1979年 | 7月24日 | セ                                     | 7                                      | –                                      | 5                                      | パ                                     | 明治神宮野球場                     | 山本浩二                 |
| 30                                                             | 1980年 | 7月19日 | セ                                     | 7                                      | –                                      | 6                                      | パ                                     | 阪急西宮球場                       | 岡田彰布                 |
| 30                                                             | 1980年 | 7月20日 | セ                                     | 1                                      | –                                      | 3                                      | パ                                     | 川崎球場                           | 平野光泰                 |
| 30                                                             | 1980年 | 7月22日 | セ                                     | 2                                      | –                                      | 1                                      | パ                                     | 後楽園球場                         | 江夏豊                   |
| 31                                                             | 1981年 | 7月25日 | セ                                     | 3                                      | –                                      | 5                                      | パ                                     | 阪神甲子園球場                     | 藤原満                   |
| 31                                                             | 1981年 | 7月26日 | セ                                     | 6                                      | –                                      | 3                                      | パ                                     | 横浜スタジアム                     | 掛布雅之                 |
| 31                                                             | 1981年 | 7月28日 | セ                                     | 6                                      | –                                      | 0                                      | パ                                     | 明治神宮野球場                     | 山倉和博                 |
| 32                                                             | 1982年 | 7月24日 | セ                                     | 2                                      | –                                      | 7                                      | パ                                     | 後楽園球場                         | 福本豊                   |
| 32                                                             | 1982年 | 7月25日 | セ                                     | 5                                      | –                                      | 5                                      | パ                                     | 西武球場                           | 柏原純一                 |
| 32                                                             | 1982年 | 7月27日 | セ                                     | 3                                      | –                                      | 2                                      | パ                                     | 大阪球場                           | 掛布雅之                 |
| 33                                                             | 1983年 | 7月23日 | セ                                     | 3                                      | –                                      | 5                                      | パ                                     | 明治神宮野球場                     | 門田博光                 |
| 33                                                             | 1983年 | 7月24日 | セ                                     | 3                                      | –                                      | 4                                      | パ                                     | 阪急西宮球場                       | 梨田昌孝                 |
| 33                                                             | 1983年 | 7月26日 | セ                                     | 1                                      | –                                      | 4                                      | パ                                     | 広島市民球場                       | 落合博満                 |
| 34                                                             | 1984年 | 7月21日 | セ                                     | 5                                      | –                                      | 14                                     | パ                                     | 後楽園球場                         | 簑田浩二                 |
| 34                                                             | 1984年 | 7月22日 | セ                                     | 5                                      | –                                      | 6                                      | パ                                     | 阪神甲子園球場                     | ブーマー・ウェルズ       |
| 34                                                             | 1984年 | 7月24日 | セ                                     | 4                                      | –                                      | 1                                      | パ                                     | ナゴヤ球場                         | 江川卓                   |
| 35                                                             | 1985年 | 7月20日 | セ                                     | 2                                      | –                                      | 0                                      | パ                                     | 明治神宮野球場                     | 高木豊                   |
| 35                                                             | 1985年 | 7月21日 | セ                                     | 6                                      | –                                      | 5                                      | パ                                     | 川崎球場                           | ウォーレン・クロマティ   |
| 35                                                             | 1985年 | 7月23日 | セ                                     | 2                                      | –                                      | 10                                     | パ                                     | 藤井寺球場                         | 松永浩美                 |
| 36                                                             | 1986年 | 7月19日 | セ                                     | 4                                      | –                                      | 6                                      | パ                                     | 後楽園球場                         | 山本和範                 |
| 36                                                             | 1986年 | 7月20日 | セ                                     | 3                                      | –                                      | 4                                      | パ                                     | 大阪球場                           | 清原和博                 |
| 36                                                             | 1986年 | 7月22日 | セ                                     | 5                                      | –                                      | 3                                      | パ                                     | 広島市民球場                       | 吉村禎章                 |
| 37                                                             | 1987年 | 7月25日 | セ                                     | 4                                      | –                                      | 7                                      | パ                                     | 西武球場                           | 高沢秀昭                 |
| 37                                                             | 1987年 | 7月26日 | セ                                     | 3                                      | –                                      | 8                                      | パ                                     | 横浜スタジアム                     | 石毛宏典                 |
| 37                                                             | 1987年 | 7月28日 | セ                                     | 7                                      | –                                      | 9                                      | パ                                     | 阪神甲子園球場                     | 清原和博                 |
| 38                                                             | 1988年 | 7月24日 | セ                                     | 1                                      | –                                      | 3                                      | パ                                     | 阪急西宮球場                       | ブーマー・ウェルズ       |
| 38                                                             | 1988年 | 7月25日 | セ                                     | 4                                      | –                                      | 1                                      | パ                                     | ナゴヤ球場                         | 岡田彰布                 |
| 38                                                             | 1988年 | 7月26日 | セ                                     | 4                                      | –                                      | 3                                      | パ                                     | 東京ドーム                         | 正田耕三                 |
| 39                                                             | 1989年 | 7月25日 | セ                                     | 0                                      | –                                      | 6                                      | パ                                     | 明治神宮野球場                     | 村田兆治                 |
| 39                                                             | 1989年 | 7月26日 | セ                                     | 4                                      | –                                      | 1                                      | パ                                     | 藤井寺球場                         | 彦野利勝                 |
| 40                                                             | 1990年 | 7月24日 | セ                                     | 0                                      | –                                      | 7                                      | パ                                     | 横浜スタジアム                     | ラルフ・ブライアント     |
| 40                                                             | 1990年 | 7月25日 | セ                                     | 7                                      | –                                      | 12                                     | パ                                     | 平和台球場                         | 清原和博                 |
| 41                                                             | 1991年 | 7月23日 | セ                                     | 1                                      | –                                      | 0                                      | パ                                     | 東京ドーム                         | 古田敦也                 |
| 41                                                             | 1991年 | 7月24日 | セ                                     | 3                                      | –                                      | 3                                      | パ                                     | 広島市民球場                       | 広沢克己                 |
| 42                                                             | 1992年 | 7月18日 | セ                                     | 1                                      | –                                      | 6                                      | パ                                     | 阪神甲子園球場                     | 石井浩郎                 |
| 42                                                             | 1992年 | 7月19日 | セ                                     | 6                                      | –                                      | 4                                      | パ                                     | 千葉マリンスタジアム               | 古田敦也                 |
| 42                                                             | 1992年 | 7月21日 | セ                                     | 4                                      | –                                      | 2                                      | パ                                     | 県営宮城球場                       | 駒田徳広                 |
| 43                                                             | 1993年 | 7月20日 | セ                                     | 8                                      | –                                      | 10                                     | パ                                     | 東京ドーム                         | 清原和博                 |
| 43                                                             | 1993年 | 7月21日 | セ                                     | 10                                     | –                                      | 8                                      | パ                                     | グリーンスタジアム神戸             | トーマス・オマリー       |
| 44                                                             | 1994年 | 7月19日 | セ                                     | 1                                      | –                                      | 8                                      | パ                                     | 西武球場                           | 秋山幸二                 |
| 44                                                             | 1994年 | 7月20日 | セ                                     | 7                                      | –                                      | 3                                      | パ                                     | ナゴヤ球場                         | グレン・ブラッグス       |
| 45                                                             | 1995年 | 7月25日 | セ                                     | 4                                      | –                                      | 4                                      | パ                                     | 横浜スタジアム                     | 落合博満                 |
| 45                                                             | 1995年 | 7月26日 | セ                                     | 7                                      | –                                      | 6                                      | パ                                     | 広島市民球場                       | 松井秀喜                 |
| 46                                                             | 1996年 | 7月20日 | セ                                     | 4                                      | –                                      | 7                                      | パ                                     | 福岡ドーム                         | 山本和範                 |
| 46                                                             | 1996年 | 7月21日 | セ                                     | 3                                      | –                                      | 7                                      | パ                                     | 東京ドーム                         | 清原和博                 |
| 46                                                             | 1996年 | 7月23日 | セ                                     | 4                                      | –                                      | 2                                      | パ                                     | 富山市民球場                       | 金本知憲                 |
| 47                                                             | 1997年 | 7月23日 | セ                                     | 0                                      | –                                      | 5                                      | パ                                     | 大阪ドーム                         | 松井稼頭央               |
| 47                                                             | 1997年 | 7月24日 | セ                                     | 6                                      | –                                      | 3                                      | パ                                     | 明治神宮野球場                     | 清原和博                 |
| 48                                                             | 1998年 | 7月22日 | セ                                     | 4                                      | –                                      | 1                                      | パ                                     | ナゴヤドーム                       | 川上憲伸                 |
| 48                                                             | 1998年 | 7月23日 | セ                                     | 3                                      | –                                      | 3                                      | パ                                     | 千葉マリンスタジアム               | 松井秀喜                 |
| 49                                                             | 1999年 | 7月24日 | セ                                     | 8                                      | –                                      | 4                                      | パ                                     | 西武ドーム                         | 松井秀喜                 |
| 49                                                             | 1999年 | 7月25日 | セ                                     | 9                                      | –                                      | 5                                      | パ                                     | 阪神甲子園球場                     | ロバート・ローズ         |
| 49                                                             | 1999年 | 7月27日 | セ                                     | 2                                      | –                                      | 1                                      | パ                                     | マスカットスタジアム               | 新庄剛志                 |
| 50                                                             | 2000年 | 7月22日 | セ                                     | 5                                      | –                                      | 4                                      | パ                                     | 東京ドーム                         | ロベルト・ペタジーニ     |
| 50                                                             | 2000年 | 7月23日 | セ                                     | 12                                     | –                                      | 4                                      | パ                                     | グリーンスタジアム神戸             | 山﨑武司                 |
| 50                                                             | 2000年 | 7月26日 | セ                                     | 9                                      | –                                      | 3                                      | パ                                     | 長崎ビッグNスタジアム              | 清原和博                 |
| 51                                                             | 2001年 | 7月21日 | セ                                     | 1                                      | –                                      | 7                                      | パ                                     | 福岡ドーム                         | 松井稼頭央               |
| 51                                                             | 2001年 | 7月22日 | セ                                     | 12                                     | –                                      | 6                                      | パ                                     | 横浜スタジアム                     | ロベルト・ペタジーニ     |
| 51                                                             | 2001年 | 7月24日 | セ                                     | 4                                      | –                                      | 8                                      | パ                                     | 札幌ドーム                         | 中村紀洋                 |
| 52                                                             | 2002年 | 7月12日 | セ                                     | 4                                      | –                                      | 1                                      | パ                                     | 東京ドーム                         | ジョージ・アリアス       |
| 52                                                             | 2002年 | 7月13日 | セ                                     | 2                                      | –                                      | 4                                      | パ                                     | 松山坊っちゃんスタジアム           | 的山哲也                 |
| 53                                                             | 2003年 | 7月15日 | セ                                     | 4                                      | –                                      | 4                                      | パ                                     | 大阪ドーム                         | 高橋由伸                 |
| 53                                                             | 2003年 | 7月16日 | セ                                     | 5                                      | –                                      | 3                                      | パ                                     | 千葉マリンスタジアム               | 金本知憲                 |
| 54                                                             | 2004年 | 7月10日 | セ                                     | 3                                      | –                                      | 6                                      | パ                                     | ナゴヤドーム                       | 松坂大輔                 |
| 54                                                             | 2004年 | 7月11日 | セ                                     | 1                                      | –                                      | 2                                      | パ                                     | 長野オリンピックスタジアム         | SHINJO                   |
| 55                                                             | 2005年 | 7月22日 | セ                                     | 6                                      | –                                      | 5                                      | パ                                     | インボイスSEIBUドーム              | 金城龍彦                 |
| 55                                                             | 2005年 | 7月23日 | セ                                     | 5                                      | –                                      | 3                                      | パ                                     | 阪神甲子園球場                     | 前田智徳                 |
| 56                                                             | 2006年 | 7月21日 | セ                                     | 3                                      | –                                      | 1                                      | パ                                     | 明治神宮野球場                     | 青木宣親                 |
| 56                                                             | 2006年 | 7月23日 | セ                                     | 7                                      | –                                      | 4                                      | パ                                     | サンマリンスタジアム宮崎           | 藤本敦士                 |
| 57                                                             | 2007年 | 7月20日 | セ                                     | 4                                      | –                                      | 0                                      | パ                                     | 東京ドーム                         | アレックス・ラミレス     |
| 57                                                             | 2007年 | 7月21日 | セ                                     | 11                                     | –                                      | 5                                      | パ                                     | フルキャストスタジアム宮城         | 阿部慎之助               |
| 58                                                             | 2008年 | 7月31日 | セ                                     | 4                                      | –                                      | 5                                      | パ                                     | 京セラドーム大阪                   | 山﨑武司                 |
| 58                                                             | 2008年 | 8月1日  | セ                                     | 11                                     | –                                      | 6                                      | パ                                     | 横浜スタジアム                     | 荒木雅博                 |
| 59                                                             | 2009年 | 7月24日 | セ                                     | 10                                     | –                                      | 8                                      | パ                                     | 札幌ドーム                         | 青木宣親                 |
| 59                                                             | 2009年 | 7月25日 | セ                                     | 4                                      | –                                      | 7                                      | パ                                     | MAZDA Zoom-Zoom スタジアム広島     | 松中信彦                 |
| 60                                                             | 2010年 | 7月23日 | セ                                     | 4                                      | –                                      | 1                                      | パ                                     | 福岡Yahoo! JAPANドーム             | 阿部慎之助               |
| 60                                                             | 2010年 | 7月24日 | セ                                     | 5                                      | –                                      | 5                                      | パ                                     | HARD OFF ECOスタジアム新潟         | 片岡易之                 |
| 61                                                             | 2011年 | 7月22日 | セ                                     | 9                                      | –                                      | 4                                      | パ                                     | ナゴヤドーム                       | 畠山和洋                 |
| 61                                                             | 2011年 | 7月23日 | セ                                     | 3                                      | –                                      | 4                                      | パ                                     | QVCマリンフィールド                | 中村剛也                 |
| 61                                                             | 2011年 | 7月24日 | セ                                     | 0                                      | –                                      | 5                                      | パ                                     | 日本製紙クリネックススタジアム宮城 | 稲葉篤紀                 |
| 62                                                             | 2012年 | 7月20日 | セ                                     | 4                                      | –                                      | 1                                      | パ                                     | 京セラドーム大阪                   | 中村紀洋                 |
| 62                                                             | 2012年 | 7月21日 | セ                                     | 4                                      | –                                      | 0                                      | パ                                     | 松山坊っちゃんスタジアム           | 前田健太                 |
| 62                                                             | 2012年 | 7月23日 | セ                                     | 2                                      | –                                      | 6                                      | パ                                     | 岩手県営野球場                     | 陽岱鋼                   |
| 63                                                             | 2013年 | 7月19日 | セ                                     | 1                                      | –                                      | 1                                      | パ                                     | 札幌ドーム                         | 澤村拓一                 |
| 63                                                             | 2013年 | 7月20日 | セ                                     | 3                                      | –                                      | 1                                      | パ                                     | 明治神宮野球場                     | 新井貴浩                 |
| 63                                                             | 2013年 | 7月22日 | セ                                     | 1                                      | –                                      | 3                                      | パ                                     | いわきグリーンスタジアム           | 内川聖一                 |
| 64                                                             | 2014年 | 7月18日 | セ                                     | 7                                      | –                                      | 0                                      | パ                                     | 西武ドーム                         | ブラッド・エルドレッド   |
| 64                                                             | 2014年 | 7月19日 | セ                                     | 6                                      | –                                      | 12                                     | パ                                     | 阪神甲子園球場                     | 柳田悠岐                 |
| 65                                                             | 2015年 | 7月17日 | セ                                     | 8                                      | –                                      | 6                                      | パ                                     | 東京ドーム                         | 藤浪晋太郎               |
| 65                                                             | 2015年 | 7月18日 | セ                                     | 8                                      | –                                      | 3                                      | パ                                     | MAZDA Zoom-Zoom スタジアム広島     | 會澤翼                   |
| 66                                                             | 2016年 | 7月15日 | セ                                     | 5                                      | –                                      | 4                                      | パ                                     | 福岡ヤフオク!ドーム                | 筒香嘉智                 |
| 66                                                             | 2016年 | 7月16日 | セ                                     | 5                                      | –                                      | 5                                      | パ                                     | 横浜スタジアム                     | 大谷翔平                 |
| 67                                                             | 2017年 | 7月14日 | セ                                     | 2                                      | –                                      | 6                                      | パ                                     | ナゴヤドーム                       | 内川聖一                 |
| 67                                                             | 2017年 | 7月15日 | セ                                     | 1                                      | –                                      | 3                                      | パ                                     | ZOZOマリンスタジアム               | アルフレド・デスパイネ   |
| 68                                                             | 2018年 | 7月13日 | セ                                     | 6                                      | –                                      | 7                                      | パ                                     | 京セラドーム大阪                   | 森友哉                   |
| 68                                                             | 2018年 | 7月14日 | セ                                     | 1                                      | –                                      | 5                                      | パ                                     | リブワーク藤崎台球場               | 源田壮亮                 |
| 69                                                             | 2019年 | 7月12日 | セ                                     | 3                                      | –                                      | 6                                      | パ                                     | 東京ドーム                         | 森友哉                   |
| 69                                                             | 2019年 | 7月13日 | セ                                     | 11                                     | –                                      | 3                                      | パ                                     | 阪神甲子園球場                     | 近本光司                 |
| -                                                              | 2020年 | 7月19日 | 新型コロナウイルス感染拡大により中止。 | 新型コロナウイルス感染拡大により中止。 | 新型コロナウイルス感染拡大により中止。 | 新型コロナウイルス感染拡大により中止。 | 新型コロナウイルス感染拡大により中止。 | 福岡PayPayドーム                   |                          |
| -                                                              | 2020年 | 7月20日 | 新型コロナウイルス感染拡大により中止。 | 新型コロナウイルス感染拡大により中止。 | 新型コロナウイルス感染拡大により中止。 | 新型コロナウイルス感染拡大により中止。 | 新型コロナウイルス感染拡大により中止。 | ナゴヤドーム                       |                          |
| 70                                                             | 2021年 | 7月16日 | セ                                     | 5                                      | –                                      | 4                                      | パ                                     | メットライフドーム                 | 菊池涼介                 |
| 70                                                             | 2021年 | 7月17日 | セ                                     | 3                                      | –                                      | 4                                      | パ                                     | 楽天生命パーク宮城                 | 島内宏明                 |
| 71                                                             | 2022年 | 7月26日 | セ                                     | 2                                      | –                                      | 3                                      | パ                                     | 福岡PayPayドーム                   | 清宮幸太郎               |
| 71                                                             | 2022年 | 7月27日 | セ                                     | 1                                      | –                                      | 2                                      | パ                                     | 松山坊っちゃんスタジアム           | 柳田悠岐                 |
| 72                                                             | 2023年 | 7月19日 | セ                                     | 1                                      | –                                      | 8                                      | パ                                     | バンテリンドーム ナゴヤ            | 柳田悠岐                 |
| 72                                                             | 2023年 | 7月20日 | セ                                     | 1                                      | –                                      | 6                                      | パ                                     | MAZDA Zoom-Zoom スタジアム広島     | 万波中正                 |
| 73                                                             | 2024年 | 7月23日 | セ                                     | 11                                     | –                                      | 6                                      | パ                                     | エスコンフィールドHOKKAIDO         | 牧秀悟                   |
| 73                                                             | 2024年 | 7月24日 | セ                                     | 10                                     | –                                      | 16                                     | パ                                     | 明治神宮野球場                     | 佐藤都志也               |
| 74                                                             | 2025年 | 7月23日 | セ                                     | 1                                      | –                                      | 5                                      | パ                                     | 京セラドーム大阪                   | 頓宮裕真                 |
| 74                                                             | 2025年 | 7月24日 | セ                                     | 7                                      | –                                      | 10                                     | パ                                     | 横浜スタジアム                     | 清宮幸太郎               |
| 75                                                             | 2026年 | 7月28日 | セ                                     |                                        | –                                      |                                        | パ                                     | 東京ドーム                         |                          |
| 75                                                             | 2026年 | 7月29日 | セ                                     |                                        | –                                      |                                        | パ                                     | 富山市民球場                       |                          |
| 通算成績（2025年まで）：パ・リーグ93勝、セ・リーグ82勝、引分11 |        |         |                                        |                                        |                                        |                                        |                                        |                                    |                          |

## チーム別記録
- 連勝記録
  - セ・リーグ - 8連勝（1997年第2戦 - 2000年第3戦）
    - 引き分けを含まない場合は、6連勝（1999年第1戦 - 2000年第3戦、2005年第1戦 - 2007年第2戦）

  - パ・リーグ - 5連勝（1960年第3戦 - 1962年第2戦、1973年第2戦 - 1974年第3戦、1983年第1戦 - 1984年第2戦、2017年第1戦 - 2019年第1戦、2021年第2戦 - 2023年第2戦）

## 主なオールスター記録
※太字名は現役選手、所属球団名は記録達成時のもの

### 出場に関する記録（個人）
| 記録                             | 数          | 選手     | 所属球団                                  | 達成年                                                                             |
| -------------------------------- | ----------- | -------- | ----------------------------------------- | ---------------------------------------------------------------------------------- |
| 選手としての通算出場回数         | 21          | 野村克也 | 南海ホークス 西武ライオンズ               |                                                                                    |
| 選手としての連続出場回数         | 18          | 秋山幸二 | 西武ライオンズ 福岡ダイエーホークス       | 1985年 - 2002年 1985年と1986年は三塁手・以後は外野手。ファン投票選出でも日本記録。 |
| 入団からの連続出場回数           | 17          | 古田敦也 | 東京ヤクルトスワローズ                    | 1990年 - 2006年                                                                    |
| ファン投票最多得票数             | 1,588,712票 | 今岡誠   | 阪神タイガース                            | 2003年                                                                             |
| プロ入りから初出場まで最長期間   | 19年        | 川藤幸三 | 阪神タイガース                            | 1986年                                                                             |
| プロ入りから初出場まで最長期間   | 19年        | 鈴木尚広 | 読売ジャイアンツ                          | 2015年                                                                             |
| 選手の最長未選出期間             | 16年        | 木田優夫 | 読売ジャイアンツ - 東京ヤクルトスワローズ | 1990年7月24日・第1戦・横浜スタジアム - 2006年7月21日・第1戦・神宮球場              |
| 投手と野手両方でのファン投票選出 | 2人         | 関根潤三 | 近鉄バファローズ                          | 投手としての選出：1953年 野手としての選出：1963年                                  |
| 投手と野手両方でのファン投票選出 | 2人         | 大谷翔平 | 北海道日本ハムファイターズ                | 野手としての選出：2013年 投手としての選出：2015年、2017年                          |

### 出場に関する記録（チーム）
| 記録                       | 数   | チーム               | 達成年 | 選手                                                                                                  | 補足                           |
| -------------------------- | ---- | -------------------- | ------ | --- | ------------------------------ |
| 同一球団最多ファン投票選出 | 10人 | 阪神タイガース       | 2023年 | 村上頌樹 岩崎優 湯浅京己 梅野隆太郎 大山悠輔 中野拓夢 佐藤輝明 木浪聖也 近本光司 シェルドン・ノイジー | 湯浅と近本は怪我のため出場辞退 |
| 同一球団最多出場           | 10人 | 千葉ロッテマリーンズ | 2005年 | 薮田安彦 清水直行 小林宏之 渡辺俊介 小林雅英 里崎智也 マット・フランコ 西岡剛 李承燁 福浦和也         |                                |

### 年齢に関する記録
| 記録                 | 年齢       | 選手     | 所属球団                     | 達成年月日    | 達成試合・球場                    |
| -------------------- | ---------- | -------- | ---------------------------- | ------------- | --------------------------------- |
| 最年少ファン投票選出 | 17歳       | 尾崎行雄 | 東映フライヤーズ             | 1962年        |                                   |
| 最年長ファン投票選出 | 43歳       | 門田博光 | 福岡ダイエーホークス         | 1991年        |                                   |
| 最年長出場選手       | 45歳       | 野村克也 | 西武ライオンズ               | 1980年7月22日 | 第3戦・後楽園球場                 |
| 最年少本塁打         | 18歳11ヶ月 | 清原和博 | 西武ライオンズ               | 1986年7月20日 | 第2戦・大阪球場                   |
| 最年長本塁打         | 43歳5ヶ月  | 門田博光 | 福岡ダイエーホークス         | 1991年7月24日 | 第2戦・広島市民球場               |
| 最年少MVP            | 18歳11ヶ月 | 清原和博 | 西武ライオンズ               | 1986年7月20日 | 第2戦・大阪球場                   |
| 最年長MVP            | 42歳1か月  | 野村克也 | 南海ホークス                 | 1977年7月24日 | 第2戦・阪急西宮球場               |
| 最年少登板投手       | 17歳10ヶ月 | 尾崎行雄 | 東映フライヤーズ             | 1962年7月24日 | 第1戦・平和台球場                 |
| 最年長登板投手       | 43歳3ヶ月  | 上原浩治 | 読売ジャイアンツ             | 2018年7月14日 | 第2戦・リブワーク藤崎台球場       |
| 最年少勝利投手       | 17歳10ヶ月 | 尾崎行雄 | 東映フライヤーズ             | 1962年7月26日 | 第2戦・広島市民球場               |
| 最年長勝利投手       | 39歳8ヶ月  | 村田兆治 | ロッテオリオンズ             | 1989年7月25日 | 第1戦・神宮球場                   |
| 最年少敗戦投手       | 18歳8ヶ月  | 田中将大 | 東北楽天ゴールデンイーグルス | 2007年7月21日 | 第2戦・フルキャストスタジアム宮城 |

### 最多通算記録
| 記録               | 数      | 選手     | 達成までの所属球団       |
| ------------------ | ------- | -------- | ------------------------ |
| 通算試合出場       | 58      | 王貞治   | 巨人                     |
| 通算MVP            | 7       | 清原和博 | 西武 - 巨人              |
| 通算安打           | 48      | 野村克也 | 南海、西武               |
| 通算二塁打         | 15      | 野村克也 | 南海、西武               |
| 通算三塁打         | 4       | 柴田勲   | 巨人                     |
| 通算打点           | 34      | 清原和博 | 西武 - 巨人              |
| 通算得点           | 26      | 福本豊   | 阪急                     |
| 通算得点           | 26      | 清原和博 | 西武 - 巨人              |
| 通算本塁打         | 14      | 山本浩二 | 広島                     |
| 通算先頭打者本塁打 | 2       | 秋山翔吾 | 西武                     |
| 通算塁打           | 96      | 清原和博 | 西武 - 巨人              |
| 通算盗塁           | 17      | 福本豊   | 阪急                     |
| 通算四死球         | 33      | 王貞治   | 巨人                     |
| 通算三振           | 40      | 清原和博 | 西武 - 巨人 - オリックス |
| 通算登板           | 28      | 金田正一 | 国鉄 - 巨人              |
| 通算登板イニング   | 64回2/3 | 金田正一 | 国鉄 - 巨人              |
| 通算奪三振         | 84      | 金田正一 | 国鉄 - 巨人              |
| 通算勝利投手       | 7       | 山田久志 | 阪急                     |
| 通算セーブ         | 6       | 江夏豊   | 広島 - 日本ハム          |
| 通算敗戦投手       | 4       | 金田正一 | 国鉄                     |

### 最多連続記録
| 記録                   | 数 | 選手                 | 所属球団                   | 達成年月日・達成試合・球場                                                                                   |
| ---------------------- | -- | -------------------- | -------------------------- | --- |
| 連続フル出場試合       | 17 | イチロー             | オリックス・ブルーウェーブ | 1994年7月19日・第1戦・西武球場 - 2000年7月26日・第3戦・長崎県営野球場                                        |
| 連続打数安打（同一年） | 6  | ロベルト・ペタジーニ | ヤクルトスワローズ         | 2001年7月22日・第2戦・横浜スタジアム第1打席 - 7月24日・第3戦・札幌ドーム第1打席                              |
| 連続打数安打           | 7  | 近本光司             | 阪神タイガース             | 2019年7月13日・第2戦・阪神甲子園球場第1打席 - 2021年7月16日・第1戦・メットライフドーム第2打席                |
| 連続試合安打           | 11 | イチロー             | オリックス・ブルーウェーブ | 1996年7月23日・第3戦・富山アルペンスタジアム - 2000年7月26日・第3戦・長崎県営野球場                          |
| 連続打席本塁打         | 3  | 掛布雅之             | 阪神タイガース             | 1978年7月25日・第3戦・後楽園球場                                                                             |
| 連続試合本塁打         | 4  | 松井秀喜             | 読売ジャイアンツ           | 1997年7月24日・第2戦・神宮球場 - 1999年7月24日・第1戦・西武ドーム                                            |
| 連続年先頭打者本塁打   | 2  | 秋山翔吾             | 西武ライオンズ             | 2017年7月14日・第1戦・ナゴヤドーム - 2018年7月14日・第1戦・京セラドーム大阪                                  |
| 連続三振               | 4  | 江藤智               | 広島東洋カープ             | 1993年7月21日・第2戦・グリーンスタジアム神戸 3 - 1995年7月25日・第1戦・横浜スタジアム 1                      |
| 連続奪三振             | 15 | 江夏豊               | 阪神タイガース             | 1970年7月19日・第2戦・大阪球場 5 - 1971年7月17日・第1戦・阪急西宮球場 9 - 1971年7月20日・第3戦・後楽園球場 1 |

### 1試合チーム記録
| 記録                   | 数   | チーム                     | 達成年月日            | 達成試合・球場 | 補足 |
| ---------------------- | ---- | -------------------------- | --------------------- | --- | --- |
| 1イニング最多連続安打  | 8    | セ・リーグ                 | 2011年7月22日         | 第1戦・ナゴヤドーム | |
| 1イニング最多得点      | 9    | セ・リーグ                 | 2024年7月23日         | 第1戦・エスコンフィールド | |
| チーム最多安打         | 28   | パ・リーグ                 | 2024年7月24日         | 第2戦・明治神宮野球場 | 51打数28安打 |
| チーム最高打率         | .549 | パ・リーグ                 | 2024年7月24日         | 第2戦・明治神宮野球場 | 51打数28安打 |
| チーム最多打点         | 15   | パ・リーグ                 | 2024年7月24日         | 第2戦・明治神宮野球場 | 51打数28安打 |
| チーム最多得点         | 16   | パ・リーグ                 | 2024年7月24日         | 第2戦・明治神宮野球場 | 51打数28安打 |
| 両チーム合計最多安打   | 44   |                            | 2024年7月24日         | 第2戦・明治神宮野球場 | パ・リーグ 28本・セ・リーグ16本 |
| 両チーム合計最多得点   | 26   | パ・リーグ16・セ・リーグ10 | 2024年7月24日         | 第2戦・明治神宮野球場 | |
| 連続得点               | 8    | セ・リーグ                 | 2011年7月22日         | 第1戦・ナゴヤドーム | |
| 1イニング最多本塁打    | 4    | セ・リーグ                 | 2011年7月22日         | 第1戦・ナゴヤドーム | 荒木雅博（中日）1本 畠山和洋（ヤクルト）1本 ウラディミール・バレンティン（ヤクルト）1本 長野久義（巨人）1本 |
| チーム最多本塁打       | 5    | パ・リーグ                 | 1987年7月28日         | 第3戦・阪神甲子園球場 | 清原和博（西武）1本 村上隆行（近鉄）2本 リチャード・デービス（近鉄）1本 石嶺和彦（阪急）1本 |
| チーム最多本塁打       | 5    | パ・リーグ                 | 1990年7月25日         | 第2戦・平和台球場 | 清原和博（西武）2本 石嶺和彦（オリックス）1本 大石大二郎（近鉄）1本 鈴木貴久（近鉄）1本 |
| チーム最多本塁打       | 5    | セ・リーグ                 | 2019年7月13日         | 第2戦・阪神甲子園球場 | 近本光司（阪神）1本 原口文仁（阪神）1本 梅野隆太郎（阪神）1本 筒香嘉智（DeNA）1本 鈴木誠也（広島）1本 |
| 最多本塁打             | 8    |                            | 1979年7月24日         | 第3戦・神宮球場 | 王貞治（巨人）2本 山本浩二（広島）2本 白仁天（ロッテ）1本 レロン・リー（ロッテ）1本 有藤道世（ロッテ）1本 柏原純一（日本ハム）1本                                                                                              |
| 最多本塁打             | 8    | 1987年7月28日              | 第3戦・阪神甲子園球場 | 清原和博（西武）1本 村上隆行（近鉄）2本 リチャード・デービス（近鉄）1本 石嶺和彦（阪急）1本 小早川毅彦（広島）1本 ランディ・バース（阪神）1本 衣笠祥雄（広島）1本 | |
| チーム最多三振         | 16   | パ・リーグ                 | 1971年7月17日         | 第1戦・阪急西宮球場 | |
| チーム最少三振         | 0    | セ・リーグ                 | 2008年8月1日          | 第2戦・横浜スタジアム | |
| 両チーム合計最少三振   | 3    |                            | 2008年8月1日          | 第2戦・横浜スタジアム | セ・リーグ 0、パ・リーグ 3 |
| 継投による無安打無得点 |      | セ・リーグ                 | 1971年7月17日         | 第1戦・阪急西宮球場 | 江夏豊（阪神） 渡辺秀武（巨人） 高橋一三（巨人） 水谷寿伸（中日） 小谷正勝（大洋） |
| 最多継投人数           | 11   | パ・リーグ                 | 2022年7月27日         | 第2戦・松山中央公園野球場 | 佐々木朗希（ロッテ） 本田圭佑（西武） 山本由伸（オリックス） 東浜巨（ソフトバンク） 小野郁（ロッテ） 水上由伸（西武） 岸孝之（楽天） 伊藤大海（日本ハム） リバン・モイネロ（ソフトバンク） 松井裕樹（楽天） 益田直也（ロッテ） |

### 1試合個人記録
| 記録                | 数 | 選手                     | 所属球団                   | 達成年月日    | 達成試合・球場                    | 補足 |
| ------------------- | -- | ------------------------ | -------------------------- | ------------- | --------------------------------- | ---- |
| 最多安打            | 5  | ロベルト・ペタジーニ     | ヤクルトスワローズ         | 2001年7月22日 | 第2戦・横浜スタジアム             | ※1   |
| 最多安打            | 5  | 近本光司                 | 阪神タイガース             | 2019年7月13日 | 第2戦・阪神甲子園球場             |      |
| 最多安打            | 5  | 近藤健介                 | 福岡ソフトバンクホークス   | 2024年7月24日 | 第2戦・神宮球場                   | ※2   |
| 最多安打            | 5  | 佐藤都志也               | 千葉ロッテマリーンズ       | 2024年7月24日 | 第2戦・神宮球場                   |      |
| 最多打点            | 6  | 土井正博                 | 近鉄バファローズ           | 1967年7月25日 | 第1戦・神宮球場                   |      |
| 最多打点            | 6  | エイドリアン・ギャレット | 広島東洋カープ             | 1978年7月22日 | 第1戦・広島市民球場               |      |
| 最多打点            | 6  | ロバート・ローズ         | 横浜ベイスターズ           | 1999年7月25日 | 第2戦・阪神甲子園球場             |      |
| 最多本塁打          | 3  | エイドリアン・ギャレット | 広島東洋カープ             | 1978年7月22日 | 第1戦・広島市民球場               |      |
| 最多本塁打          | 3  | 掛布雅之                 | 阪神タイガース             | 1978年7月25日 | 第3戦・後楽園球場                 |      |
| 最多二塁打          | 3  | 藤原満                   | 南海ホークス               | 1976年7月18日 | 第2戦・後楽園球場                 |      |
| 最多二塁打          | 3  | 佐藤都志也               | 千葉ロッテマリーンズ       | 2024年7月24日 | 第2戦・神宮球場                   |      |
| 最多長打            | 4  | 近本光司                 | 阪神タイガース             | 2019年7月13日 | 第2戦・阪神甲子園球場             |      |
| 最多長打            | 4  | 佐藤都志也               | 千葉ロッテマリーンズ       | 2024年7月24日 | 第2戦・神宮球場                   |      |
| 最多盗塁            | 4  | 松井稼頭央               | 西武ライオンズ             | 1997年7月23日 | 第1戦・大阪ドーム                 |      |
| 最多盗塁補殺        | 3  | 古田敦也                 | ヤクルトスワローズ         | 1991年7月23日 | 第1戦・東京ドーム                 |      |
| 最長登板イニング    | 5  | 斉藤明夫                 | 大洋ホエールズ             | 1982年7月25日 | 第2戦・西武ライオンズ球場         | ※3   |
| 最多奪三振          | 9  | 江夏豊                   | 阪神タイガース             | 1971年7月17日 | 第1戦・阪急西宮球場               |      |
| 連続奪三振          | 9  | 江夏豊                   | 阪神タイガース             | 1971年7月17日 | 第1戦・阪急西宮球場               | ※4   |
| 最多三振            | 3  | 土井正博                 | 近鉄バファローズ           | 1971年7月17日 | 第1戦・阪急西宮球場               |      |
| 最多三振            | 3  | 江藤智                   | 広島東洋カープ             | 1993年7月21日 | 第2戦・グリーンスタジアム神戸     |      |
| 最多三振            | 3  | 水谷瞬                   | 北海道日本ハムファイターズ | 2024年7月23日 | 第1戦・エスコンフィールドHOKKAIDO |      |
| 最多失点 最多自責点 | 9  | 武田勝                   | 北海道日本ハムファイターズ | 2011年7月22日 | 第1戦・ナゴヤドーム               |      |
| 最多失点 最多自責点 | 9  | 山﨑福也                 | 北海道日本ハムファイターズ | 2024年7月23日 | 第1戦・エスコンフィールドHOKKAIDO | ※5   |
| 最多被安打          | 11 | 成瀬善久                 | 千葉ロッテマリーンズ       | 2008年8月1日  | 第2戦・横浜スタジアム             |      |
| 最多被本塁打        | 4  | 武田勝                   | 北海道日本ハムファイターズ | 2011年7月22日 | 第1戦・ナゴヤドーム               |      |

※1：第1打席から2安打、四球を挟んで第4 - 6打席までの計5安打。

※2：パ・リーグ選手で初記録。第1打席から4安打、二併打を挟み8回の右安打で記録。続く9回に佐藤も5安打を記録。

※3：通常1投手3イニングまでの登板とされているが、延長戦に入った場合はその規定の対象外となっていたため。

※4：江夏は1970年のオールスター登板を5連続奪三振で終えており、当該試合を経て第3戦の6回に登板。1三振（江藤慎一）を奪ったのち、野村克也にセカンドゴロで阻止されるまで、3試合合計で15連続奪三振を達成したことになる。

※5：1イニングでの最多失点・最多自責点記録更新。

### その他
| 記録                             | 選手                        | 所属球団                                                             | 達成年月日                   | 達成試合・球場                        | 補足    |
| -------------------------------- | --------------------------- | -------------------------------------------------------------------- | ---------------------------- | ------------------------------------- | ------- |
| 最短試合 1時間46分               |                             |                                                                      | 1953年7月6日                 | 第2戦・阪神甲子園球場                 | セ2-0パ |
| 最長試合 3時間26分 （9イニング） | 2024年7月24日               | 第2戦・神宮球場                                                      | セ10-16パ                    |                                       |         |
| 最長試合 4時間30分 （延長21回）  | 1952年7月3日                | 第1戦・阪急西宮球場                                                  | セ2-2パ                      |                                       |         |
| 最多観客 48,671人                | 1951年7月4日                | 第1戦・阪神甲子園球場                                                | パ1-2セ                      |                                       |         |
| 最少観客 8,992人                 | 2021年7月16日               | 第1戦・メットライフドーム                                            | セ5-4パ                      |                                       |         |
| 最多観客試合 90,008人            | 2019年7月12日 2019年7月13日 | 第1戦・東京ドーム 44,791人 第2戦・阪神甲子園球場 45,217人            | 第1戦 セ3-6パ 第2戦 セ11-3パ |                                       |         |
| 最少観客試合 23,844人            | 2021年7月16日 2021年7月17日 | 第1戦・メットライフドーム 8,992人 第2戦・楽天生命パーク宮城 14,852人 | 第1戦 セ5-4パ 第2戦 パ4-3セ  |                                       |         |
| コールドゲーム                   | 2007年7月21日               | 第2戦・フルキャストスタジアム宮城                                    | ※1                           |                                       |         |
| 10代選手の本塁打                 | 清原和博                    | 西武ライオンズ                                                       | 1986年7月20日                | 第2戦・大阪球場                       |         |
| 10代選手の本塁打                 | 清原和博                    | 西武ライオンズ                                                       | 1987年7月28日                | 第3戦・阪神甲子園球場                 |         |
| 10代選手の本塁打                 | 森友哉                      | 埼玉西武ライオンズ                                                   | 2015年7月18日                | 第2戦・MAZDA Zoom-Zoom スタジアム広島 |         |
| 満塁本塁打                       | 榎本喜八                    | 大毎オリオンズ                                                       | 1963年7月23日                | 第2戦・東京スタジアム                 | ※2      |
| 満塁本塁打                       | 大杉勝男                    | 東映フライヤーズ                                                     | 1967年7月27日                | 第3戦・大阪球場                       | ※3      |
| 満塁本塁打                       | 坂倉将吾                    | 広島東洋カープ                                                       | 2024年7月24日                | 第2戦・神宮球場                       | ※4      |
| ランニング本塁打                 | 半田春夫                    | 南海ホークス                                                         | 1960年7月26日                | 第2戦・後楽園球場                     |         |
| ランニング本塁打                 | 遠井吾郎                    | 阪神タイガース                                                       | 1970年7月21日                | 第3戦・広島市民球場                   |         |
| ランニング本塁打                 | 藤原満                      | 南海ホークス                                                         | 1978年7月25日                | 第3戦・後楽園球場                     |         |
| ランニング本塁打                 | 大友進                      | 西武ライオンズ                                                       | 1999年7月24日                | 第1戦・西武ドーム                     |         |
| 代打逆転サヨナラ本塁打           | 高井保弘                    | 阪急ブレーブス                                                       | 1974年7月21日                | 第1戦・後楽園球場                     | ※5      |
| 投手による本塁打                 | 巽一                        | 国鉄スワローズ                                                       | 1960年7月27日                | 第3戦・後楽園球場                     |         |
| 投手による本塁打                 | 江夏豊                      | 阪神タイガース                                                       | 1971年7月17日                | 第1戦・阪急西宮球場                   |         |
| 投手によるサヨナラ打（犠飛）     | 水野雄仁                    | 読売ジャイアンツ                                                     | 1988年7月26日                | 第3戦・東京ドーム                     | ※6      |
| サイクル安打                     | 古田敦也                    | ヤクルトスワローズ                                                   | 1992年7月19日                | 第2戦・千葉マリンスタジアム           |         |
| サイクル安打                     | 近本光司                    | 阪神タイガース                                                       | 2019年7月13日                | 第2戦・阪神甲子園球場                 | ※7      |
| 単独ホームスチール               | SHINJO                      | 北海道日本ハムファイターズ                                           | 2004年7月11日                | 第2戦・長野オリンピックスタジアム     |         |
| 最速球速 163km/h                 | チアゴ・ビエイラ            | 読売ジャイアンツ                                                     | 2021年7月16日                | 第1戦・メットライフドーム             | ※8      |
| 左右両方で投球                   | リバン・モイネロ            | 福岡ソフトバンクホークス                                             | 2025年7月23日                | 第1戦・京セラドーム大阪               | ※9      |

※1：8回表降雨コールド パ5-11セ

※2：1回裏2死満塁 投手・稲川誠（大洋）

※3：4回裏2死満塁 投手・江夏豊（阪神）

※4：2回裏2死満塁 投手・藤井聖（楽天）

※5：9回裏1死一塁 投手・松岡弘（ヤクルト）

※6：3-3で迎えた延長12回裏無死一・三塁、打順は投手の中山裕章（大洋）。野手は全て出場していたため、セ・リーグの王監督が投手の中でも打撃の良い水野を代打起用し、センターにサヨナラ犠牲フライを打った。同様の理由で、1980年7月22日第3戦（後楽園球場）、2-1で迎えた9回表パ・リーグの攻撃2死満塁の場面で、松沼博久（西武）の代打にパ・リーグの西本幸雄監督（近鉄）が山内新一（南海）を送ったことがあったが、セ・リーグの抑えの江夏豊（広島）に三振に打ち取られた。

※7：ルーキーイヤーでの達成（史上初）。

※8：3番ブランドン・レアードへの1, 3, 4球目（結果はストライク,ファウル,空振り三振）と4番島内宏明への1球目（中前打）の計4球で記録。
※9：2回を投げ、対戦打者7人中6人に対して左、1人に対して右で投球。

## テレビ・ラジオ放送

### テレビ中継・配信
現在は日本国内でのみ地上波放送・衛星放送ともに民放が中継している。NHKでもかつてはテレビ・ラジオ両方で放送していたが、冠大会の制約から（冠スポンサーのCMを流さなくてはならない）広告・宣伝放送を禁止した放送法83条に抵触するため、テレビは1994年、ラジオは2003年を最後に撤退（ラジオ放送で地元向けの放送が行われることはある）。民放ではかつて全国ネットワークを持つ4系列局から基本的に主管球団と関係の深い系列が放映権を獲得し、複数の系列での中継が可能な球団の場合、1989年までは異なる系列同士による並列放送も行われていた。その後、日本テレビは2009年の第1戦、TBSテレビは2011年の第1戦、フジテレビは2013年の第3戦を最後に中継から撤退しており、2014年以降は全カードテレビ朝日系列で放送している。
オールスターゲームがデーゲーム開催となり、全国高等学校野球選手権地方大会が重複する場合は、重複する地区だけ地方大会の中継に差し替えられる場合がある。
インターネット配信では、レギュラーシーズンとは主催が異なるため、DAZNおよびパ・リーグTVでの配信は行われず、代わりにABEMAで行われる。

### ラジオ中継
原則として開催球場のある地域のAMラジオ局が制作して全国ネットで中継するが、月曜日に開催の場合は任意ネット扱いとなる。複数局ある地域ではNRNと非NRN（JRN）に分担して制作、中継する。
- 北海道開催：HBCラジオ（JRN）、STVラジオ（NRN）
- 関東圏開催：文化放送（土・日曜はNRN、火 - 金曜は非NRN）、ニッポン放送（火 - 金曜はNRN、土・日曜は非NRN）※月曜はどちらがNRN系列局とのネットを行うかが随時異なる。
- 愛知県開催：CBCラジオ（JRN）、東海ラジオ（NRN）
- 関西圏開催：ABCラジオ（月・金・土・日曜はNRN、火 - 木曜は非NRN）、MBSラジオ（火 - 木曜はNRN、月・金・土・日曜は非NRN）
- 福岡県開催：RKBラジオ（JRN）、KBCラジオ（NRN）
  - 一局地域で開催の場合、広島県開催はRCCラジオが、宮城県開催はTBCラジオがNRNと非NRN（JRN）向けに二重制作を行い、RCCラジオは全曜日NRN向けを、TBCラジオは火・土・日曜は非NRN向けを、月・水 - 金曜はNRN向けを自社で放送する。
  - 神宮球場での開催の場合、ヤクルト主催試合はクロスネットを含むNRN加盟局のみ中継が許されているが（HBCラジオはSTVラジオが返上した場合の対日本ハム戦のみ）、オールスターゲームは日本野球機構主催のためJRN単独加盟局でも中継できる。（2024年は第2戦で文化放送制作の中継をネットしたCBCラジオ、HBCラジオ、RKBラジオが該当）
  - 地方開催時は、原則としてニッポン放送と文化放送が乗り込み自社制作を行う。
  - 日本シリーズは、近年は開催地以外の民放AMラジオ局での中継が減少傾向にあるが、オールスターゲームはナイターイン期間中のため、通常野球中継を行っている局は通常のナイター中継枠（主に平日開催時）を使って放送している（火曜日はJRN全国中継終了以降、宮崎県・沖縄県を除いた九州・山口地区が中心）。

### オールスターゲームの地上波テレビ中継の視聴率
視聴率は1970年代末期から1980年代までは30%台を記録し、1990年代までは20%台をキープしていたが、2000年代以降は10%台に下がる傾向にあり、2007年第2戦では初の1桁を記録した。2014年には第1戦で初めて1桁を出しており、2019年以降は2戦とも1桁を記録している。
いずれもビデオリサーチ調べ、関東地区・世帯・リアルタイム。
高視聴率の試合
- 1978年：第1戦（7月22日、TBS系）34.6%
- 1979年：第1戦（7月21日、TBS系）34.6%、第2戦（7月22日、TBS系）32.9%、第3戦（7月24日、フジテレビ系）33.5%
- 1981年：第2戦（7月26日、TBS系）32.8%、第3戦（7月28日、フジテレビ系）29.8%
- 1983年：第1戦（7月23日、フジテレビ系）32.5%、第2戦（7月24日、フジテレビ系）32.5%
- 1984年：第1戦（7月21日、日本テレビ系）30.9%
- 1988年：第1戦（7月24日、フジテレビ系）30.5%

1998年以降の視聴率
|        | 第1戦   | 第1戦     | 第1戦    | 第2戦   | 第2戦    | 第2戦    | 第3戦   | 第3戦    | 第3戦    |
| 開催年 | 開催日  | 放送局    | 視聴率※2 | 開催日  | 放送局   | 視聴率※2 | 開催日  | 放送局   | 視聴率※2 |
| ------ | ------- | --------- | -------- | ------- | -------- | -------- | ------- | -------- | -------- |
| 1998年 | 7月22日 | TBS系     | 21.2%    | 7月23日 | TBS系    | 21.0%    |         |          |          |
| 1999年 | 7月24日 | テレ朝系  | 27.6%    | 7月25日 | テレ朝系 | 23.6%    | 7月27日 | フジ系   | 16.7%    |
| 2000年 | 7月22日 | 日テレ系  | 22.0%    | 7月23日 | フジ系   | 22.0%    | 7月26日 | 日テレ系 | 19.8%    |
| 2001年 | 7月21日 | フジ系 ※1 | 15.2%    | 7月22日 | TBS系    | 16.0%    | 7月24日 | 日テレ系 | 14.5%    |
| 2002年 | 7月12日 | テレ朝系  | 16.3%    | 7月13日 | 日テレ系 | 18.1%    |         |          |          |
| 2003年 | 7月15日 | テレ朝系  | 14.7%    | 7月16日 | TBS系    | 14.3%    |         |          |          |
| 2004年 | 7月10日 | フジ系    | 14.7%    | 7月11日 | TBS系    | 15.4%    |         |          |          |
| 2005年 | 7月22日 | テレ朝系  | 11.9%    | 7月23日 | テレ朝系 | 10.3%    |         |          |          |
| 2006年 | 7月21日 | フジ系    | 12.6%    | 7月23日 | TBS系    | 12.2%    |         |          |          |
| 2007年 | 7月20日 | 日テレ系  | 13.5%    | 7月21日 | TBS系    | 8.2%     |         |          |          |
| 2008年 | 7月31日 | フジ系    | 11.4%    | 8月1日  | TBS系    | 11.3%    |         |          |          |
| 2009年 | 7月24日 | 日テレ系  | 14.8%    | 7月25日 | TBS系    | 11.7%    |         |          |          |
| 2010年 | 7月23日 | テレ朝系  | 11.1%    | 7月24日 | テレ朝系 | 9.5%     |         |          |          |
| 2011年 | 7月22日 | TBS系     | 13.0%    | 7月23日 | テレ朝系 | 8.6%     | 7月24日 | テレ朝系 | 7.4%     |
| 2012年 | 7月20日 | テレ朝系  | 10.8%    | 7月21日 | テレ朝系 | 10.8%    | 7月23日 | フジ系   | 9.6%     |
| 2013年 | 7月19日 | テレ朝系  | 12.5%    | 7月20日 | テレ朝系 | 11.5%    | 7月22日 | フジ系   | 9.8%     |
| 2014年 | 7月18日 | テレ朝系  | 9.7%     | 7月19日 | テレ朝系 | 10.5%    |         |          |          |
| 2015年 | 7月17日 | テレ朝系  | 10.5%    | 7月18日 | テレ朝系 | 9.9%     |         |          |          |
| 2016年 | 7月15日 | テレ朝系  | 10.7%    | 7月16日 | テレ朝系 | 11.0%    |         |          |          |
| 2017年 | 7月14日 | テレ朝系  | 10.5%    | 7月15日 | テレ朝系 | 8.1%     |         |          |          |
| 2018年 | 7月13日 | テレ朝系  | 11.6%    | 7月14日 | テレ朝系 | 9.8%     |         |          |          |
| 2019年 | 7月12日 | テレ朝系  | 9.1%     | 7月13日 | テレ朝系 | 9.0%     |         |          |          |
| 2021年 | 7月16日 | テレ朝系  | 9.0%     | 7月17日 | テレ朝系 | 8.1%     |         |          |          |

（「日テレ」は日本テレビ放送網、「テレ朝」はテレビ朝日、「フジ」はフジテレビジョンの略）

※1：『FNS ALLSTARS27時間笑いの夢列島』内で放送。

※2：数値はビデオリサーチ調べ、関東地区・世帯・リアルタイム。

## 備考

### 収益性について
2009年には、プロ野球実行委員会において「交流戦があって、価値が薄れている」と、オールスターゲームそのものの見直しが検討された。オールスターゲームはNPBの基幹収益事業の一つで、毎年多くの観客を集め多額の収益をもたらしているが、その一方で、かつては推定2億円近くに及んだ地上波テレビ中継の放映権料が、近年は下落の一途をたどっている。また、冠スポンサーも三洋電機の撤退以来、長期契約を希望する企業がなかなか現れず、こうした要因から既に収益が頭打ちとなっている。その後、2008年以降はマツダが冠スポンサーを務めたが2016年に撤退、2017年からはマイナビが新たに冠スポンサーとなった。

### ドラフト優先権
2014年まで、オールスターゲームの結果によってプロ野球ドラフト会議における2巡目以降の指名順の優先権が与えられていた。判定基準として、以下のようになっていた。
1. 勝ち越したリーグ
2. 勝敗同数の場合、得失点差で上回ったリーグ
3. 得失点差ゼロの場合、抽選

実際、2013年のオールスターゲームは1勝1敗1引き分け・得失点差ゼロとなったためくじ引きが行われ、パシフィック・リーグが優先権を得た。
2015年からは、セ・パ交流戦で勝ち越したリーグに優先権が与えられるようになった（さらに、2019年以降は両リーグが隔年で優先権を与えられる方式に再変更されている）。

### その他
- 2008年からは出場選手・コーチ陣はミズノ提供によるオリジナルユニフォームを着用している。
- オールスターゲームにおいては一時期、真剣勝負を「直球勝負」と曲解する風潮があった。そのため投手が直球を多投する光景が多く見られ「オールスターでは変化球を投げづらい」「真の真剣勝負が見られない」などといった意見もあった[19]。
- 先発投手については、その球場を本拠地とする球団の投手を先発にする傾向が多く、地方球場での試合でも主管球団の投手を先発にすることが多い。だが、使用球場を本拠地とする球団から先発投手及び投手そのものが選出されなかった場合は本拠地球団とは関係ない球団の投手が先発することもある。また、選出されても世間的に知名度の高い投手が選出された場合はその投手が先発することもあり、その場合は中継ぎや抑えに回されることもある。